# Martin Hairer

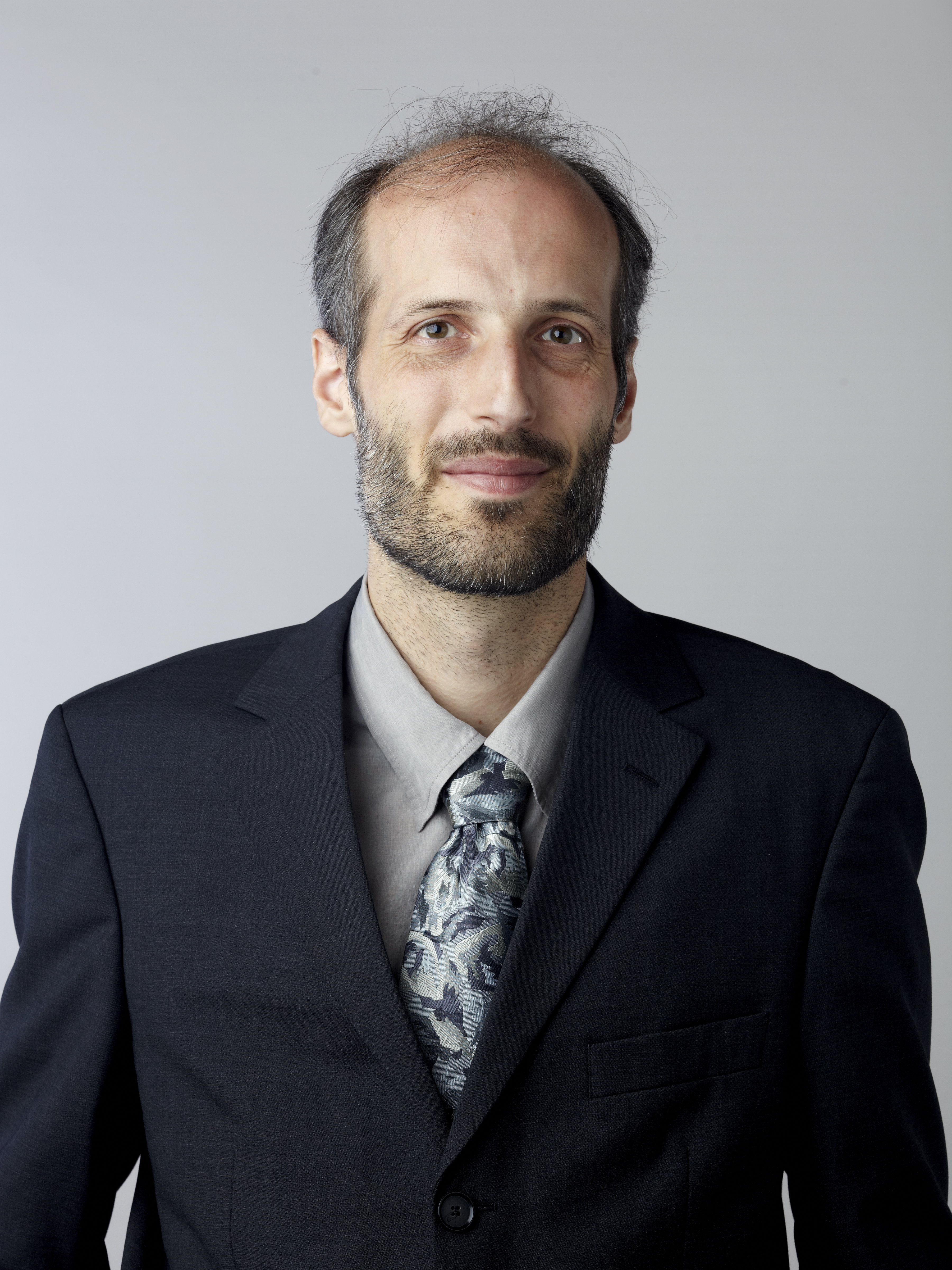
Martin Hairer in 2014

Martin Hairer (Genève, 14 november 1975) is een Oostenrijks wiskundige die werkt aan stochastische partiële differentiaalvergelijkingen en in 2014 de Fields Medal won.
Hairer is de zoon van de wiskundehoogleraar te Genève Ernst Hairer en van Evi Gröbner. Hij studeerde in 1998 af als natuurkundige aan de Universiteit van Genève met het proefschrift Systèmes Mécaniques couplés à des bains thermiques de températures différentes. In 2001 promoveerde hij bij Jean-Pierre Eckmann op het proefschrift Comportement Asymptotique d'Equations à Dérivées Partielles Stochastiques.
Hij werkte daarna als assistent aan het instituut voor theoretische natuurkunde te Genève en vanaf 2002 als postdoc aan de Universiteit van Warwick, waar hij sinds 2010 hoogleraar is.
Hij bedacht methoden om niet-lineaire stochastische partiële differentiaalvergelijkingen op te lossen, zoals de KPZ-vergelijking, vernoemd naar Mehran Kardar, Giorgio Parisi en Yi-Cheng Zhang, die het grensoppervlak tussen twee stoffen beschrijft.
Samen met Jonathan Mattingly werkte hij aan de stochastische versie van de Navier-Stokes-vergelijkingen en kon hij de ergodiciteit in twee dimensies bewijzen.
Hairer werd opgenomen in Royal Society met de vermelding:
Professor Martin Hairer is een van de wereldleiders in het domein van de stochastische partiële differentiaalvergelijkingen in het bijzonder en de stochastische analyse en stochastische dynamica in het bijzonder. Door nieuwe ideeën in te brengen, boekte hij fundamentele vooruitgang in veel belangrijke richtingen, zoals de studie van varianten van de hörmandervoorwaarde, de systematische constructie van ljapoenovfuncties voor stochastische systemen, de ontwikkeling van een algemene theorie voor ergodiciteit van niet-markovprocessen, multiple-scale analyse, asymptotische homogenisatie, transitiepadbemonstering en, meest recent, theorie van ruwe paden en de nieuw ingevoerde theorie van reguliere structuren.
In 2014 sprak hij het Internationaal Wiskundecongres te Seoel toe en ontving hij daar de Fields Medal voor zijn bijdragen aan de theorie van de stochastische partiële differentiaalvergelijkingen.
Sinds 1997 schrijft hij onder de merknaam Hairersoft de audiosoftware Amadeus op Apple Macintosh. Hij is getrouwd met de wiskundige Xue-Mei Li. 
Martin Hairer won in 2021 de Breakthrough Prize in Mathematics.

## Belangrijkste publicaties
- Met Jean-Pierre Eckmann: Uniqueness of the invariant measure for a stochastic PDE driven by degenerate noise. Comm. Math. Phys. 219 (2001), no. 3, 523-565.
- Met Jonathan Mattingly: Ergodicity of the 2D Navier-Stokes equations with degenerate stochastic forcing. Ann. of Math. (2) 164 (2006), no. 3, 993-1032.
- Solving the KPZ equation. Ann. of Math. (2) 178 (2013), no. 2, 559-664.
- A theory of regularity structures. Inv. Math. (2014), pdf